# Fructose-1,6-bisphosphatase
Fructose-1,6-bisphosphatase (Abk.: FBPase) ist der Name des Enzyms, das Fructose-1,6-bisphosphat zu Fructose-6-phosphat abbaut. Es ist Bestandteil mehrerer Stoffwechselwege und in den meisten Organismen zu finden. Beim Menschen gibt es zwei Isoformen (Gene FBP1 und FBP2), die in der Leber und den Muskeln lokalisiert sind. Mutationen im FBP1-Gen können zum Mangel an FBPase führen.
FBPase-1 ist hauptsächlich in Leber und Nieren lokalisiert, sowie im Ileum, in Leukozyten und im Gehirn. Obwohl sie im Urin relativ instabil ist, kann ihr Vorkommen dort als Marker für proximal tubuläre Nierenschäden verwendet werden.

## Katalysierte Reaktion
+ H2O  {\displaystyle \longrightarrow }   + Pi
Fructose-1,6-bisphosphat wird zu Fructose-6-phosphat und Phosphat hydrolysiert. Diese Reaktion ist Teil der Gluconeogenese und des Pentosephosphatwegs, sowie des Calvin-Zyklus der Pflanzen und des Dihydroxyacetonzyklus in methylotrophen Lebewesen. Letztere können aus C1-Verbindungen wie Methanol, Methylamin oder Methyletherverbindungen Zellmaterial aufbauen.

## Regulation
Während die Aktivität der FBPase durch Anwesenheit von Fructose-2,6-bisphosphat und AMP eingeschränkt wird, binden am Promoter des FBP1-Gens die Transkriptionsfaktoren USF1, Sp1 und NF-κB.